# Pristimantis pataikos
Espèce
Synonymes
- Eleutherodactylus pataikos Duellman & Pramuk, 1999

Statut de conservation UICN

 DD  : Données insuffisantes
Pristimantis pataikos est une espèce d'amphibiens de la famille des Craugastoridae.

## Répartition
Cette espèce se rencontre entre 1 800 et 3 470 m d'altitude :
- en Équateur dans la province de Zamora-Chinchipe ;
- au Pérou dans la province de Bagua dans la région d'Amazonas.

## Description
La femelle holotype mesure 21,6 mm.

## Publication originale
- Duellman & Pramuk, 1999 : Frogs of the genus Eleutherodactylus (Anura: Leptodactylidae) in the Andes of northern Peru. Scientific Papers Natural History Museum the University of Kansas, no 13, p. 1-78 (texte intégral).